# Aleksander Kotsis
Aleksander Kotsis (sinh ngày 30 tháng 5 năm 1836, Kraków –  mất ngày 7 tháng 8 năm 1877, Kraków) là một họa sĩ người Ba Lan, chuyên sáng tác tranh phong cảnh và chân dung. Hầu hết các bức tranh của Kotsis đều có kích thước nhỏ.

## Tiểu sử
Kotsis theo học tại Học viện Mỹ thuật ở Kraków từ năm 1850. Năm 1857, ông bắt đầu tham gia triển lãm cùng với Hiệp hội những người bạn của Mỹ thuật Kraków. Năm 1860, Kotsis đi đến Vienna và tiếp tục học tại Học viện Mỹ thuật Vienna dưới sự chỉ đạo của họa sĩ người Áo nổi tiếng Ferdinand Georg Waldmüller.
Kotsis nhận được một học bổng và có dịp đến các thủ đô như Warsaw (vào năm 1866), Paris (vào năm 1867) và sau cùng là Brussels. Sau khi Kotsis trở về nhà, ông thành lập một xưởng vẽ. Ông bắt đầu triển lãm các tác phẩm tại Ba Lan và Bắc Âu. Sau năm 1870, ông thường xuyên đi du lịch. Trong khoảng thời gian từ năm 1871 đến năm 1875, ông chủ yếu sinh sống ở Munich.
Trong những năm cuối đời, Kotsis phải chống chọi với căn bệnh nan y. Ông mất vào năm 1877.

## Tác phẩm tiêu biểu

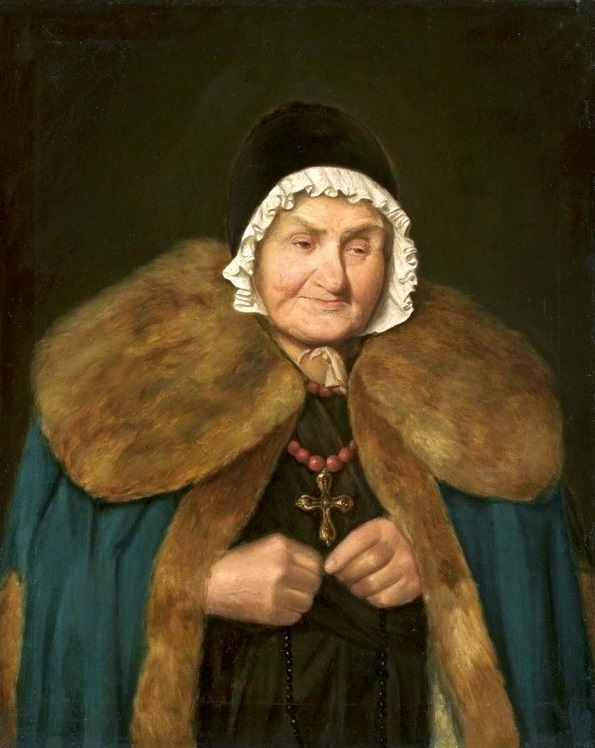
Bà Già lần Chuỗi Mân Côi
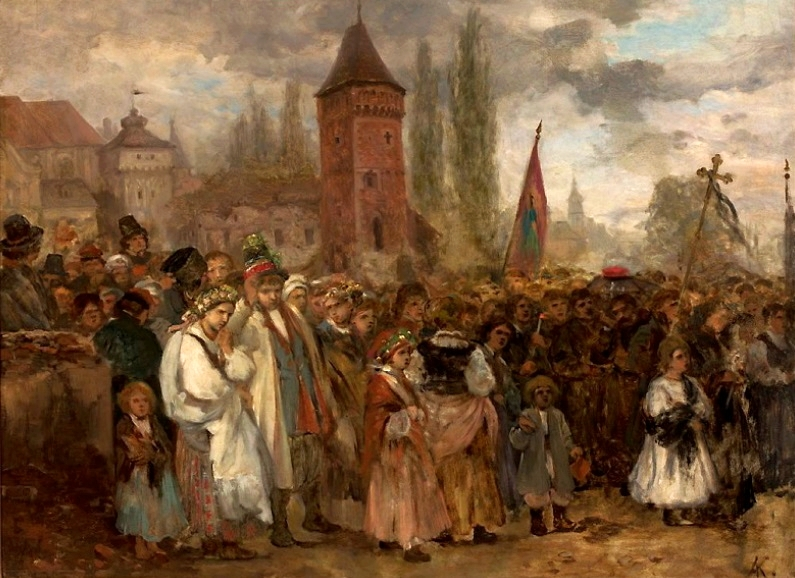
Một đám tang và một đám cưới
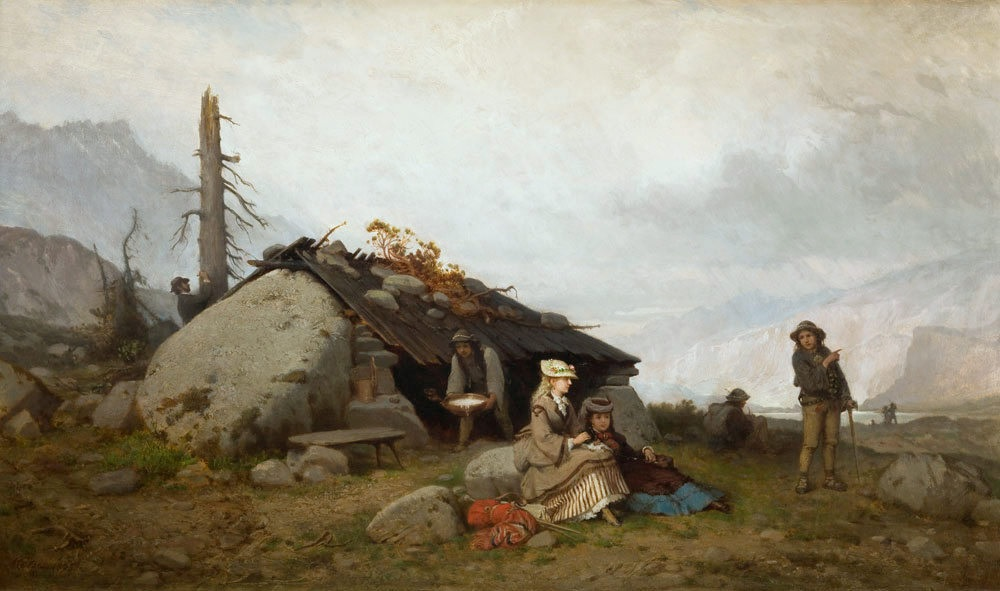
Một chuyến thăm đến núi Tatra
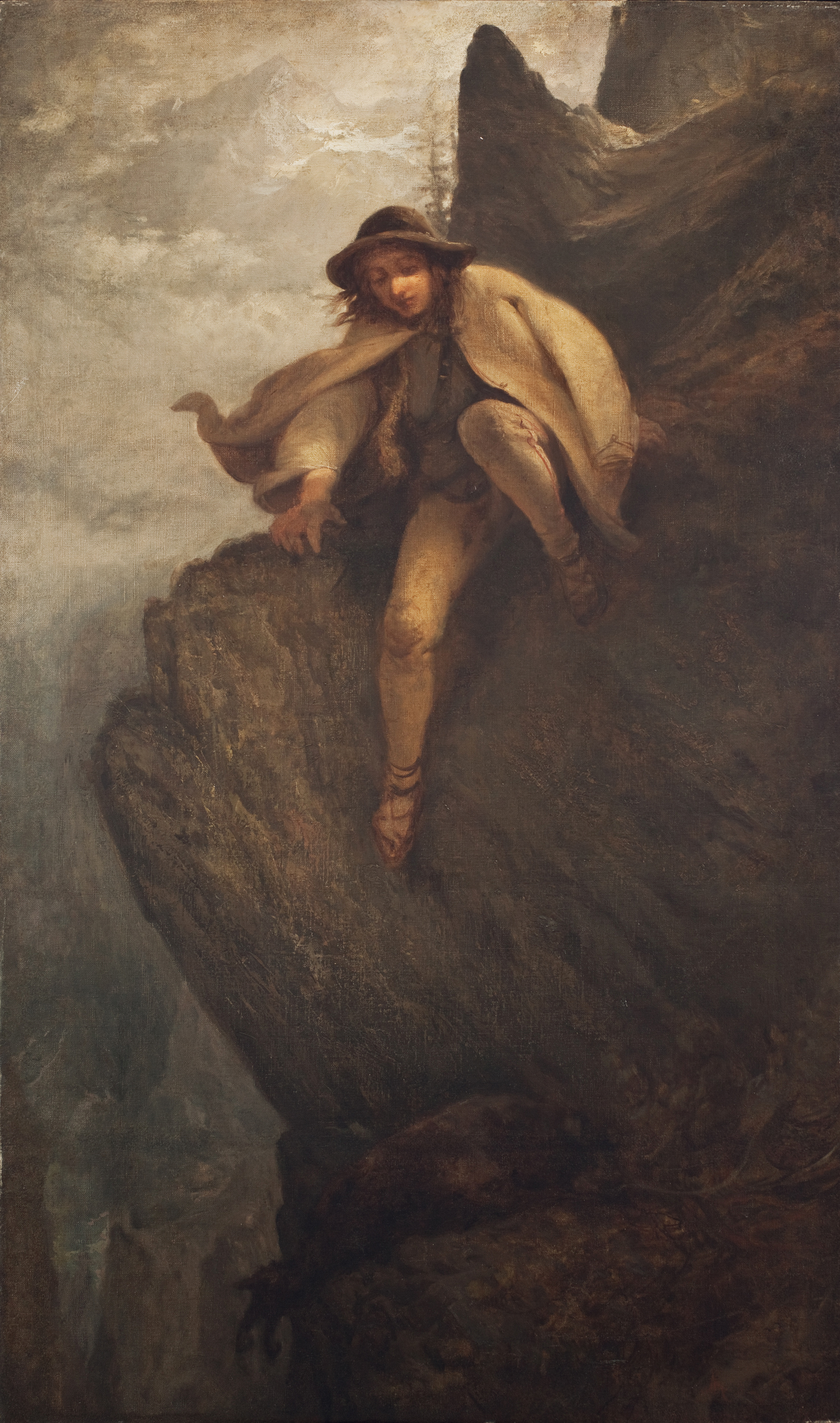
Kẻ săn trộm ở núi Tatra